# Россант, Джанет
Джанет Россант (англ. Janet Rossant; род. 13 июля 1950, Чатем, Великобритания) — британская и канадская учёная, специалист в области биологии развития. Известна своими исследованиями стволовых клеток и функциональной геномики. Член Лондонского королевского общества, Королевского общества Канады, иностранный член Национальной академии наук США и Американского философского общества (2025), компаньон ордена Канады, лауреат Уайтменовской премии Фонда Гайрднера и премии Л’Ореаль — ЮНЕСКО «Для женщин в науке».

## Биография
Джанет Россант родилась в Чатеме (Кент, Великобритания). Получила первую степень (с отличием) и магистерскую степень в Оксфордском университете, затем докторскую степень по развитию млекопитающих в Кембридже. Постдокторат проходила в Оксфорде.
В 1977 году Россант переехала в Канаду, где вначале работала в Университете Брока (Сент-Катаринс, Онтарио), а затем (с 1985 по 2005 год) в Исследовательском институте им. Сэмюэла Луненфельда при больнице «Маунт Синай» в Торонто. Одновременно с работой в Институте Луненфельда она преподавала в Торонтском университете, в 2001 году став полным профессором. Россант также в течение десятилетия возглавляла исследовательский отдел Торонтской детской больницы (англ. Hospital for Sick Children). Джанет Россант также руководит Центром моделирования человеческих заболеваний в Торонто. В 1996—1997 годах она возглавляла Общество биологии развития и в этом качестве была организатором Международного конгресса по биологии развития в 1997 году, а в 2013 году занимала пост президента Международного общества исследований стволовых клеток.
Джанет Россант замужем, от мужа Алекса Бейна у неё двое детей.

## Научная работа
Джанет Россант, будучи специалистом по биологии развития, специализируется в двух темах: биология стволовых клеток и функциональная геномика. Уже одна из её ранних работ, вышедшая в 1975 году и посвящённая развитию индивидуальных клеток в эмбрионе мыши, стала классической и на протяжении длительного времени оказывает влияние на дальнейшие исследования в этой сфере.
В дальнейшем многие исследования Россант были связаны с манипуляцией мышиным геномом, что опосредованно позволяет изучать возможные проблемы развития человеческого эмбриона из-за сходства клеток мышиного организма с клетками, на раннем этапе беременности формирующими человеческую плаценту. Одна из основных проблем, которую затрагивают исследования Россант — это определение клеточного пути, причин, по которым генетически идентичные клетки начинают развиваться по-разному. Масштабные эксперименты по мутагенезу мышиного генома в возглавляемом ею Центре моделирования человеческих заболеваний позволяют строить новые модели возникновения и развития заболеваний у человека.
В ходе исследований, которые вела Россант, был открыт новый вид стволовых клеток — трофобластная клетка.

## Признание
Достижения Джанет Россант в области биологии развития отмечены рядом наград, в числе которых:
- Мемориальная стипендия им. Э. У. Р. Стиси от Национального совета по науке и инженерным исследованиям Канады (1984)[3]
- Международная научная стипендия Говарда Хьюза (1991, 1997)[3]
- Медаль Маклахлина от Королевского общества Канады (1998)[3]
- Премия за успехи в области исследований рака от Национального института рака Канады (2000)[3]
- Премия за научные достижения от Федерации американских обществ экспериментальной биологии (2004)[3]
- Киллиамовская премия в области медицинских наук от Совета Канады (2004)[3]
- Премия фонда «March of Dimes» по биологии развития (2007)
- Медаль Росса Гаррисона за достижения карьеры от Международного общества биологов развития (2013)[5]
- Премия Международного общества трансгенных технологий[5]
- Премия имени Майкла Смита от Канадских институтов медицинских исследований[5]
- Уайтменовская премия Фонда Гайрднера[англ.] (2015)[9]
- Премия Л’Ореаль — ЮНЕСКО «Для женщин в науке» (2018)[10]

Джанет Россант является членом Королевского общества Канады с 1993 года и Лондонского королевского общества с 2000 года, а также иностранным членом Национальной академии наук США. В 2015 году она была произведена в компаньоны ордена Канады — высшее гражданское отличие в этой стране — за «способствование пониманию развития эмбриона и биологии стволовых клеток и за лидирующую роль в национальной и международной науке о здоровье».